# Un hombre y un colt
Un hombre y un colt é um filme hispânico/italiano, de 1967, do gênero faroeste, dirigido por Tulio Demicheli, roteirizado pelo diretor, Nino Stresa e Vicente Maldonado, música de Ángel Oliver.

## Sinopse
Pistoleiro, contratado por fazendeiro, para eliminar um homem decente, decide, com o auxílio de outro fora da lei, arruinar seu contratante.

## Elenco
- Robert Hundar....... Dakota Joe
- Fernando Sancho....... Pedro
- Mirko Ellis....... Pablo
- Gloria Milland....... Beatriz
- Marta Reves....... Carmencita
- Jacinto Martín....... Don Carlos
- Francisco Morán....... Gracián
- Félix Dafauce....... Dr. García Gómez
- Antonio Mayans....... Irmão de Pablo
- José Canalejas
- Rafael Hernández
- Luis Gaspar
- Raf Baldassarre